# Lisímac (militar)
Lisímac (Lysimachus, Λυσίμαχος) fou un militar selèucida, germà del general Apol·lodot que va defensar la ciutat de Gaza contra el macabeu Alexandre Janeu. Va provocar l'assassinat del seu germà i llavors va rendir la ciutat de Gaza als jueus.